# Ковтачні
Ковтачні (Prodotiscinae) — підродина дятлоподібних птахів родини воскоїдових (Indicatoridae). Містить 5 видів у двох родах.

## Поширення
Ковтачні поширені в Субсахарській Африці.

## Опис
Дрібні птахи, завдовжки 10–14,5 см і вагою 8,9–29 г. Від воскоїдних відрізняються меншими розмірами, меншим і плоским дзьобом та суто комахоїдним раціоном (воскоїдні також живляться воском). Ковтачні також є гніздовими паразитами, як і воскоїдні.

## Класифікація
- Рід Оливковий ковтач (Melignomon)
  - Ковтач жовтоногий (Melignomon eisentrauti)
  - Ковтач оливковий (Melignomon zenkeri)
- Рід Ковтач (Prodotiscus)
  - Ковтач карликовий (Prodotiscus insignis)
  - Ковтач світлочеревий (Prodotiscus regulus)
  - Ковтач сіроголовий (Prodotiscus zambesiae)